# Egitto ai Giochi della VII Olimpiade
L'Egitto partecipò ai Giochi della VII Olimpiade che si sono svolti ad Anversa dal 14 agosto al 12 settembre 1920 con una delegazione di 16 atleti tutti uomini,  suddivisi in 6 discipline.